# Euphorbia inappendiculata
Euphorbia inappendiculata är en törelväxtart som beskrevs av Karel Domin. Euphorbia inappendiculata ingår i släktet törlar, och familjen törelväxter. Inga underarter finns listade i Catalogue of Life.